# Namiki
Namiki là một thương hiệu chuyên sản xuất bút viết của Nhật Bản, đặc biệt là bút máy, thuộc sở hữu của công ty Pilot Corporation. Namiki chủ yếu nổi tiếng với các thiết kế thủ công maki-e (nghề thủ công sơn mài Nhật Bản với nhiều loại hình nghệ thuật và trang trí) trên bề mặt lớp sơn mài làm từ urushi.
"Namiki" là họ của Ryosuke Namiki, người sáng lập Pilot Corporation, được đặt tên là "Công ty Sản xuất Namiki" cho đến năm 1938 khi nó trở thành "Công ty TNHH Pilot Pen". Thương hiệu Namiki trở nên nổi tiếng vào đầu thế kỷ 20 khi Dunhill bán tại thị trường phương Tây bút Maki-e do Pilot sản xuất dưới thương hiệu "Dunhill-Namiki". Sự hợp tác này vẫn tiếp tục cho đến ngày nay (thỉnh thoảng Namiki tạo ra một phiên bản giới hạn cho Dunhill) mặc dù Namiki luôn thuộc sở hữu của Pilot.

## Lịch sử
Hầu hết các bút máy đều được làm bằng ebonit, vật liệu kết hợp giữa lưu huỳnh và cao su. Tuy nhiên, ebonit đổi màu và mất đi độ sáng bóng theo thời gian. Nhận thức được điều này, Namiki Co. Ltd. ("Pilot Corporation") bắt đầu thử các phương pháp và vật liệu khác nhau để khắc phục vấn đề. Sau một số nỗ lực, họ phát hiện ra rằng lớp phủ sơn mài có thể chịu được sự xuống cấp và làm cho bút bền hơn. Họ cũng thử sơn các thiết kế trên thân bút máy, sử dụng kỹ thuật maki-e, Quá trình này sau đó đã được cấp bằng sáng chế cho Pilot.
Năm 1925, thương hiệu Namiki được tung ra thị trường, với các nghệ sĩ sơn mài Shisui Rokkaku và Gonroku Matsuda được mời làm bút máy. Ryosuke Namiki và Masao Wada (người sáng lập Pilot Co. năm 1918) đã đi quảng bá bút maki-e của họ tại các nước phương Tây. Năm 1926, văn phòng thí điểm được mở tại London, Anh, và 4 năm sau, hợp đồng được ký kết với Alfred Dunhill Ltd. để thương mại hóa bút Namiki tại các thành phố lớn của Châu Âu và Hoa Kỳ dưới thương hiệu "Dunhill-Namiki Sản xuất tại Nhật Bản". Thương hiệu này sau đó mở rộng sang New York, Thượng Hải và Singapore.

## Các mẫu mã
Bút máy Namiki và bút máy Pilot không dùng một lần sử dụng chung hộp tiếp mực converter độc quyền của Pilot/Namiki, với các loại mực nhiều màu. Converter mực của cả loại pít-tông và loại bóp cũng có sẵn cho phép tiếp mực bút máy Namiki và Pilot từ lọ mực.
Lọ mực Namiki thiết kế cong có một ống mực bên trong, giữ cho ngòi ổn định trong quá trình châm mực và cũng cho phép lấy gần hết những giọt mực cuối cùng từ lọ vào bút.
Kể từ tháng 11 năm 2019, các bộ sưu tập được Namiki thương mại hóa bao gồm "Emperor" (Hoàng đế), bộ sưu tập nổi tiếng nhất của thương hiệu Namiki. Tất cả các mô hình đều có lớp nền Urushi với nghệ thuật Maki-e được vẽ trên lớp nền. Có bảy mẫu trong bộ sưu tập này, Cá vàng (金魚), Rồng (龍), Cú (梟), Kỳ lân (麒麟), Cá chép thác nước (鯉の滝登り) và Châu báu (宝).
Các bộ sưu tập khác là Yukari, Yukari Royale, Chinkin, Nippon Art, Urushi và Limited Edition.